# Supremacy (película)
Supremacy es una película dramática estadounidense de 2014 dirigida por Deon Taylor y protagonizada por Joe Anderson, Dawn Olivieri, Danny Glover y Derek Luke. Está basada en los eventos reales ocurridos el 29 de marzo de 1995, cuando el asesino Garrett Tully y su compañera Doreen tomaron como rehenes a una familia de raza negra en California.

## Sinopsis
Recientemente en libertad condicional después de cumplir una condena de quince años de prisión, Garrett Tully se encuentra con Doreen para completar un pedido de drogas para su jefe de la Hermandad Aria encarcelado, Paul Sobecki. Después de disparar fatalmente a un policía, Tully irrumpe en una casa, donde él y Doreen toman a una familia afroamericana como rehenes. Un exconvicto, el patriarca de la familia, Sonny Walker, intenta comprender los motivos del asesino y salvaguardar a su propia familia.

## Reparto
- Joe Anderson es Garrett Tully.
- Dawn Olivieri es Doreen.
- Danny Glover es Sonny Walker.
- Derek Luke es Raymond.
- Lela Rochon es Odessa.
- Evan Ross es Anthony.
- Mahershala Ali es el oficial Rivers.
- Julie Benz es Kristen.
- Nick Chinlund es Hannity.
- Robin Bobeau es Cassie.
- Alex Henderson es Jamar.
- Jenica Bergere es Gerardi.
- Sean Taylor-Corbett es Pedro.
- Tyrin Turner es Reggie.
- Anson Mount es Paul Sobecki.
- Hemky Madera es Miguel.